# Kajakzeilen

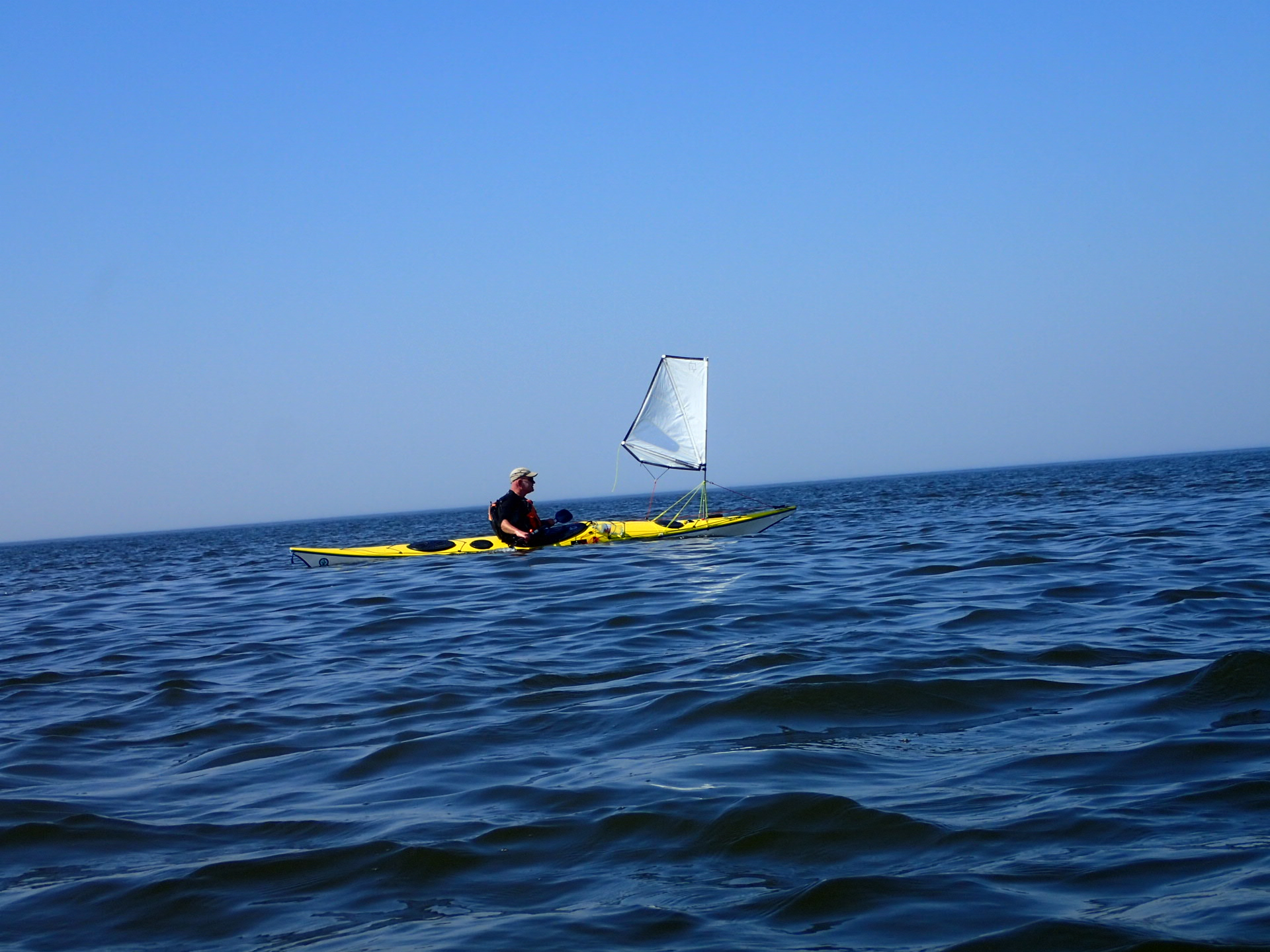
Kajakzeilen langs de kust van Texel, scherp aan-de-wind.

Kajakzeilen is een combinatie van kajakvaren en zeilen. Het wordt ook wel peddelzeilen genoemd omdat de vaarder soms zal moeten meepeddelen, vooral bij aan-de-windse koersen.

## Ontwikkeling
De Inuit uit Alaska en Groenland gebruikten soms al een klein zeil voor extra voortstuwing. De laatste vijftien jaar zijn zeilen ontworpen van 0,8 tot 1,2 vierkante meter waarmee zonder zwaard of kiel kan worden gepeddelzeild, tot zo'n 40 graden aan de wind. Ranke zeekajaks met een diepe V-vormige bodem hebben daarbij de minste last van zijwaartse drift. De zeilen hebben een mast tot op het voordek (niet doorgestoken) waarbij de mast op een kantelbare voet zit. Sommige mastvoetjes bestaan uit een flexibel kunststof steeltje zodat de mast alle denkbare kanten op kan draaien.
De eerste moderne kajakzeilen kwamen uit Australië (Flat Earth) en later ook uit de Verenigde Staten (Falcon). Deze zeilen hebben een paar typische kenmerken om te voorkomen dat de smalle kajak omslaat bij plotselinge rukwinden. Zo bevat de voorstag waarmee de vaarder het zeiltje vanuit zijn kuip omhoog trekt, een stuk elastiek waardoor de mast bij harde wind naar achteren helt. Hierdoor komt er wat ruimte op de zijstagen zodat het zeiltje schuin komt te staan en een overschot aan wind kan lozen via de bovenkant. Soms is het stuk elastiek aangebracht in de schootlijn die het zeil verbindt met het dek. 
Verder heeft het zeiltje een duidelijke spiraalvorm, een gelijkmatige bolling van voor tot achter en dus nauwelijks de vorm van een vliegtuigvleugel, wat ook helpt bij het kwijtraken van al te harde rukwinden. De bolle spiraalvorm is echter nadelig voor wie scherp aan de wind wil zeilen. Licht meepeddelen is dan meestal noodzakelijk. Het Falcon-zeil heeft wel een traditionele vliegtuigvleugelvorm met minder spiraal. Dat levert meer snelheid op, ook aan-de-wind, maar heeft als nadeel dat de kajak eerder flink overhelt bij rukwinden die van opzij komen. Dit vereist vroegtijdig uithangen dan wel een uitstekende steuntechniek aan de kant waar de wind vanaf waait (de lijzijde).
De snelheden bij kajakzeilen hangen af van de windkracht en koers. Voor de wind met kracht 4 beaufort levert zo'n 12 kilometer per uur op, los van de surf door achterop komende golven. Halve wind gaat ongeveer net zo snel. Aan de wind gaat het wat langzamer, zo'n 7 kilometer per uur, met licht meepeddelen. Het record staat op 21 kilometer per uur voor de wind uit met een Flat Earth-zeiltje, blijkens beelden op YouTube. De achteropkomende surf zal hier ongetwijfeld ook van invloed zijn.
De zeiltjes zijn eenvoudig te strijken door de voorstag los te gooien. Het zeiltje valt dan naar de vaarder toe die het vervolgens bij elkaar pakt en vastbindt aan dek.
De meeste kajaks hebben geen roer. Vaarders sturen tijdens het peddelzeilen door een scheg aan de achterkant van de kajak in het water te laten zakken waardoor de kajak langzaam van de wind af zal draaien. Trekt de vaarder de scheg omhoog, dan zal de boot geleidelijk in de wind draaien. Snel sturen doen vaarders door met een peddelblad roer te geven aan de achterkant van de boot. In noodgevallen door schuin buiten boord te hangen en met een peddelblad zwaar op het water te leunen. De boot zal dan snel naar die betreffende kant draaien en stilvallen.

## Eskimoteren met zeil
Eskimoteren (onder water weer omhoog rollen) met een kajak met zeil is zeer wel mogelijk. Het rollen gebeurt echter niet in één keer omdat de zeil onder water nogal tegenwerkt. De meeste vaarders die ondersteboven in het water liggen maken een scullende, roerende beweging met hun peddel tot zij aan het oppervlak verschijnen en wachten dan even tot hun zeiltje ook net boven water ligt. Pas dan zetten zij de beweging omhoog door. Sommige vaarders trekken onder water de voorstag en/of de schoot los waarna het zeil en de mast gemakkelijker de draairichting opwaarts kunnen volgen. Het eskimoteren verloopt dan net als normaal in één beweging omhoog, zonder sculmoment.

## Nederland
In de jaren tachtig en negentig werd wel driftig geëxperimenteerd met andere zeiltypes maar die waren alleen bruikbaar met de wind mee of hoogstens dwars op de wind. Veel vaarders hebben daarom die oude zeiltjes weggedaan. In Engeland, Noord-Amerika en Australië worden echter moderne zeilen gebruikt die wel aan de wind kunnen komen (schuin tegen de wind in) mits de vaarder meepeddelt. Het peddelzeilen op zee en grootwater is daar een stuk gewoner. In Australië behoort een zeiltje tot de standaard veiligheidsuitrusting voor zeekajaktochten, vanwege de grote afstanden. In Nederland vaart een handjevol kajakkers met een modern kajakzeiltje.